# Harry Wiesemann
Harry Wiesemann (* 14. April 1927) ist ein ehemaliger deutscher Fußballspieler, der zwischen 1955 und 1960 für Fortschritt Weißenfels 91 Spiele in der DDR-Oberliga, der höchsten Spielklasse im DDR-Fußball, absolvierte.

## Sportliche Laufbahn
Im letzten Spiel der Oberliga-Übergangsrunde 1955, die zum Wechsel in die Kalenderjahrsaison ausgetragen wurde, bekam der 28-jährige Wiesemann seinen ersten Punktspieleinsatz für den Aufsteiger SC Fortschritt Weißenfels. Er spielte anstelle des etatmäßigen Linksverteidigers Kurt Bindernagel auf dessen Position. In der ersten regulären Oberligasaison des SC Fortschritts setzte Trainer Herbert Worbs Wiesemann vom ersten Spieltag an als Innenverteidiger ein. Nach dem 8. Spieltag war Wiesemann verletzt und konnte erst in den beiden letzten Punktspielen der Hinrunde wieder spielen, erneut in Vertretung für den Linksverteidiger Bindernagel. In der Rückrunde der Spielzeit 1956 war Wiesemann nur in vier weiteren Oberligaspielen Ersatz für Bindernagel. 1957 übernahm Wiesemann endgültig den Platz von Bindernagel und bestritt als Linksverteidiger 24 der 26 Oberligaspiele. Diese Position behielt er auch in der Spielzeit 1958, in der er nur ein Punktspiel versäumte. Auch in seiner vierten ordentlichen Oberligasaison war Wiesemann als linker Abwehrspieler gesetzt und konnte alle 26 Punktspiele bestreiten. Für Fortschritt Weißenfels war 1960 das Abstiegsjahr, für den 32-jährigen Wiesemann der Schlusspunkt seiner Oberligakarriere. Bereits im ersten Punktspiel der Saison verletzte sich Wiesemann so schwer, dass er keinen Leistungssport mehr betreiben konnte.